# Clint Black
Clinton Patrick Black (Long Branch, 4 februari 1962) is een Amerikaanse countryzanger. Tussen 1989 en 1999 bereikte hij met dertien nummers de top van de Billboard Country Songs.

## Biografie
Black groeide op in Texas als jongste van vier broers. Op 15-jarige leeftijd leerde hij gitaar spelen en hij speelde spoedig daarna als basgitarist in de band van zijn broer Kevin. In 1987 ontmoette hij de gitarist en songwriter Hayden Nicolas en ze begonnen samen songs te schrijven. Een jaar later werd manager Bill Ham van ZZ Top op hen opmerkzaam. Deze bemiddelde Clint Black nog in hetzelfde jaar een contract met RCA Records.
Blacks eerste single A Better Man plaatste zich in 1989 onverwachts op de nummer 1-positie van de countryhitlijst. Van zijn kort daarna verschenen cd Killin' Time werden meer dan drie miljoen exemplaren verkocht met een drievoudige platinastatus. Bovendien werden drie verdere nummer 1-hits van dit album gehaald. Black kreeg talrijke onderscheidingen als «Best Album», «Best Single», «Best Male Vocalist», «Artist of the Year», «Songwriter of the Year» enz.
Het succes kon een jaar later worden herhaald met de cd Put Yourself in My Shoes. Opnieuw werden meer dan drie miljoen exemplaren verkocht en opnieuw werden er meerdere singles afgehaald, die topposities bereikten. Het songwriterduo Clint/Hayden was na twee jaar helemaal aan de top gekomen. In 1992 verscheen de derde cd The Hard Way, die zich ook plaatste in de countryhitlijst op positie 2, net als het volgende album No Time to Kill uit 1993.
In de daaropvolgende jaren verschenen steeds weer studioalbums van Black, die zich allen konden plaatsen in de top 10 van de countryhitlijst, als laatste het album D'lectrified. Na een vijfjarige onderbreking verscheen in 2004 bij het door Black nieuw opgerichte Equity Music Group het album Spend My Time, dat zich ook plaatste in de countryhitlijst op positie 2. In 2005 verscheen het album Drinkin' Songs & Other Logic, dat echter niet kon evenaren aan de eerdere successen.

## Privéleven
In 1991 trouwde Black met de zangeres en actrice Lisa Hartman. De gezamenlijke dochter kwam in 2001 ter wereld. Hartman en Black stonden in 1998 samen voor de camera voor de tv-film Still Holding On: The Legend of Cadillac Jack. Ze traden ook op als duet-partners.

## Onderscheidingen voor plaatverkopen
Gouden Plaat
- CAN
  - 1992: voor het album The Hard Way
  - 1994: voor het album No Time To Kill
  - 1998: voor het album Nothin’ But The Taillights

Platina Plaat
- CAN
  - 1990: voor het album Killin’ Time
  - 1991: voor het album Put Yourself In My Shoes
  - 1995: voor het album One Emotion
  - 1998: voor het album The Greatest Hits

## Belangrijkste onderscheidingen
- 1989:	Album Of The Year: Killin' Time (ACM)
- 1989:	Single Of The Year: A Better Man (ACM)
- 1989:	Top Male Vocalist (ACM)
- 1989:	Top New Male Vocalist (ACM)
- 1989:	Horizon Award (CMA)
- 1990:	Male Vocalist Of The Year (CMA)
- 1990:	Album Of The Year: Killin' Time (TNN)
- 1990:	Star of Tomorrow (TNN)
- 1999:	Vocal Event Of The Year	When I Said I Do (ACM)

## Discografie

### Singles
- 1989:	Better Man
- 1989: Killing Time
- 1990: Nobody's Home
- 1990: Walking Away
- 1990: Nothing's News
- 1990: Put Yourself In My Shoes
- 1991:	Loving Blind
- 1991: Where Are You Now
- 1991: One More Payment
- 1991: Hold On Partner (met Roy Rogers)
- 1992:	We Tell Ourselves
- 1992: This Nightlife
- 1992: Burn One Down
- 1993:	When My Ship Comes In
- 1993: A Bad Goodbye (met Wynonna)
- 1993: No Time To Kill
- 1993: Desperado
- 1994:	Tuckered Out
- 1994: State Of Mind
- 1994: A Good Run Of Bad Luck
- 1994: Half The Man
- 1994: Untanglin' My Mind
- 1995:	Wherever You Go
- 1995: Summer's Comin'
- 1995: One Emotion
- 1995: Life Gets Away

- 1996: Like The Rain
- 1997:	Half Way Up
- 1997: Nothin' But The Taillights
- 1997: Something That We Do
- 1997: Still Holding On (met Martina McBride)
- 1998:	The Shoes You're Wearing
- 1998: Loosen Up My Strings
- 1998: The Kid
- 1999:	You Don't Need Me Now
- 1999: When I Said I Do
- 1999: Til' Santa's Gone (I Just Can't Wait)
- 2000:	Been There (met Steve Wariner)
- 2000: Love She Can’t Live Without
- 2001: Easy For Me To Say (met Lisa Hartman Black)
- 2002: Money Or Love
- 2003:	I Raq And Roll
- 2004:	Hey Good Lookin'  (met Jimmy Buffett, Kenny Chesney, Alan Jackson en George Strait)
- 2004: The Boogie Man
- 2004: Spend My Time
- 2004: My Imagination
- 2004: Christmas With You
- 2005:	Rainbow In The Rain
- 2006:	Drinkin' Songs & Other Logic
- 2007:	The Strong One
- 2008:	Long Cool Woman

### Albums
- 1989:	Killin' Time (RCA Records)
- 1990:	Put Yourself In My Shoes (RCA Records)
- 1992:	The Hard Way (RCA Records)
- 1993:	No Time To Kill (RCA Records)
- 1994:	One Emotion (RCA Records)
- 1995:	Looking For Christmas (RCA Records)
- 1996:	The Greatest Hits (RCA Records)
- 1997:	Nothin' But The Taillights (RCA Records)
- 1999:	D'lectrified (RCA Records)
- 2001:	Greatest Hits II (RCA Records)
- 2002:	Super Hits
- 2003:	Ultimate Clint Black
- 2004:	Spend My Time (Equiti)
- 2004: Christmas With You
- 2005:	Drinkin' Songs and Other Logic (RCA Records)
- 2007:	16 Biggest Hits
- 2007: The Love Songs
- 2013:	When I Said I Do
- 2015:	One Purpose

### Videoalbums
- 1990: Put Yourself In My Shoes (US: )

- Bibsys: 5023533
- Biblioteca Nacional de España: XX4975870
- Bibliothèque nationale de France: cb139335434 (data)
- Gemeinsame Normdatei: 119183250
- International Standard Name Identifier: 0000 0001 1441 072X
- Library of Congress Control Number: n92028905
- MusicBrainz: dcd522c9-ac64-4c53-b080-6aab4abf2b44
- Nederlandse Thesaurus van Auteursnamen: 081748787
- SNAC: w6k67wq0
- Virtual International Authority File: 32800971
- WorldCat: E39PBJkhP9tjbkQfr3fbdxgFrq